# فرانك فورست
فرانك فورست (بالإنجليزية: Frank Forest)‏ هو مغني أوبرا ومغني وممثل أمريكي، ولد في 17 أكتوبر 1896 في الولايات المتحدة، وتوفي بنفس المكان في 23 ديسمبر 1976.

## وصلات خارجية
- فرانك فورست على موقع IMDb (الإنجليزية)
- فرانك فورست على موقع أول موفي (الإنجليزية)
- فرانك فورست على موقع قاعدة بيانات الفيلم (الإنجليزية)
- فرانك فورست على موقع كينوبويسك (الروسية)